# Dotriacontanol
1-Dotriacontanol es un alcohol graso.